# Kamijo

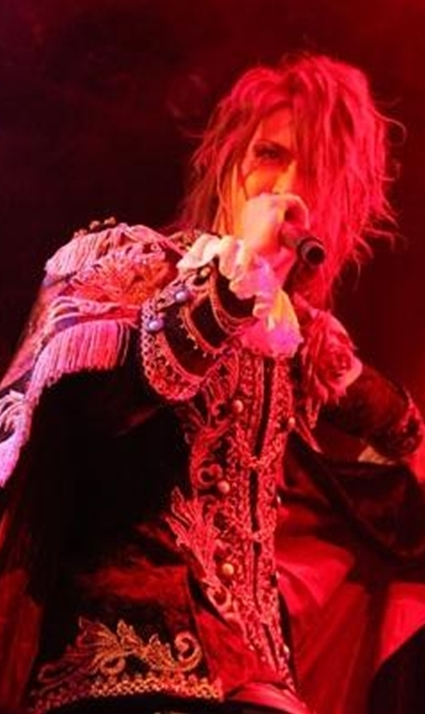
Kamijo

Yūji Kamijō (上城 祐之 Kamijō Yūji), känd under sitt artistnamn KAMIJO (かみじょう Kamijo), född 19 juni 1975 i staden Hiratsuka (Kanagawa prefektur), är en japansk sångare, låtskrivare, musikproducent, pianist, modell, och skådespelare. 
Hans musikkarriär började på 90-talet som roddare för visual-kei-bandet Malice Mizer och senare grundade han (tillsammans med en annan roddare) j-rock bandet Lareine som så småningom blev väldigt kända inför den japanska publiken. Efter en lång karriär med en del skivsläpp och ändringar inom bandmedlemmarna splittrades Lareine 2007 och därefter grundade han tillsammans med gitarristen Hizaki (fd-Sulfuric Acid) och basisten Jasmine You (fd-Jakura) bandet Versailles, som till skillnad från Lareines poprockiga stil hade ett mer symphonic power metal-inriktat sound. Mellan 2012 och 2017 hade Versailles uppehåll och medan övriga Versailles-medlemmarna grundade power metal-bandet Jupiter är Kamijo aktuell som soloartist.
Förutom hans karriär som musiker så är Kamijo även ägare av skivbolagen Applause Records (grundat 2000) och Sherow Artist Society.

## Diskografi
Solo
- "Louis ~Enketsu no La Vie en Rose~" (Louis ～艶血のラヴィアンローズ～? 28 augusti 2013)
- Symphony of the Vampire (5 mars 2014)
- "Moulin Rouge" (18 juli 2014)
- "Yamiyo no Lion" (闇夜のライオン? 16 juli 2014)
- Heart (24 september 2014)
- Royal Blood —Revival Best— (15 juli 2015)
- カストラート (Castrato) (Single, 10 maj 2017)
- Mademoiselle (Single, 27 september 2017)
- Nosferatu (Single, 16 januari 2018)
- Sang (21 mars 2018)
- Sang -Another Story- (Single, 21 mars 2018)
- Sang ～君に贈る名前～ (Single, 18 juli 2018)
- Eye To Providence (Single, 24 juli 2019)
- Temple -Blood Sucking For Praying- (Single, 27 november 2019)
- Symbol Of The Dragon (Single, 26 februari 2020)
- Persona Grata (Single, 29 april 2020)
- Behind The Mask (Single, 14 juli 2021)
- Live Concert 2021 -Behind The Mask- (Livealbum, 28 december 2021)
- Oscar (23 oktober 2022)
- Utsukushi hibi no kakera (美しい日々の欠片? Single, 31 januari 2024)
- Violet Dawn (EP, 31 juli 2024)

Lareine
- Blue Romance: Yasashii Hanatachi no Kyousou (7 september 1997)
- Fierte no Umi to Tomo ni Kiyu: The Last of Romance (16 februari 2000)
- Scream (1 november 2000)
- Vampire Scream (1 november 2000)
- Reine de Fleur I (26 mars 2003)
- Reine de Fleur II (26 mars 2003)
- Crystal Letos (31 mars 2004)
- Never Cage (5 september 2004)
- Ballad (2007)

New Sodmy
- Confess to a Crime (2002)
- Confess to a Love (2002)

Versailles
- Noble (2008)
- Jubilee (2010)
- Holy Grail (2011)
- Versailles (2012)
- Lineage 〜Bara no Matsuei〜 (2017)